# Theodor Dosuzkov
Theodor Dosužkov, né le 25 janvier 1899 à Bakou et mort le 19 janvier 1982 à Prague, est un médecin et psychanalyste tchécoslovaque d'origine russe.

## Biographie
Theodor Dosuzkov fuit Saint-Pétersbourg, avec sa famille, lors de la révolution d'octobre, passe son baccalauréat à Novorossiisk, puis s'installe à Prague avec son épouse Eva. Il obtient une bourse d'études et s'inscrit à la faculté de médecine de l'université de Prague en 1921. Il obtient son diplôme de médecin en 1927, puis se spécialise en neurologie et psychiatrie à la clinique Ladislav Haškovca. Il s'initie à la psychanalyse avec Nikolaï Ossipov, qui lui lègue sa bibliothèque à sa mort. Confronté à des intrigues, il n'obtient pas son habilitation universitaire. Déçu, il quitte la clinique et ouvre son cabinet de neurologue, tout en pratiquant la psychanalyse. 
Il participe aux activités du groupe pragois de psychanalyse, poursuit sa formation analytique avec Otto Fenichel, Annie Reich et Steff Bornstein notamment, pour la plupart, membres de la Société allemande de psychanalyse, exilés lors de l'établissement du régime nazi en Allemagne en 1933. Les activités sont sous la responsabilité de la Société psychanalytique de Vienne, qui assure des séminaires réguliers. En 1938, une partie des membres quittent à leur tour la Tchécoslovaquie, à l'exception de Steff Bornstein qui meurt en 1939 d'une crise cardiaque, Therese et Hugo Bondy meurent à Auschwitz, ainsi qu'Otto et Marie Brief, arrêtés alors qu'ils essaient de passer aux Pays-Bas, sont déportés. 
Theodor Dosuzkov conserve ses activités et exerce clandestinement, tout en formant de jeunes psychanalystes. Ainsi, grâce à son action, les activités liées à la psychanalyse peuvent reprendre dès 1946, après l'interruption due à la guerre. Dosuzkov recrée à Prague une Société pour l'étude de la psychanalyse, dont il prend la présidence. Il est nommé psychanalyste didacticien par l'Association psychanalytique internationale. Le coup de Prague en février 1948 et l'instauration d'un régime dirigé par le Parti communiste tchécoslovaque, suivis de la condamnation de la psychanalyse comme « science bourgeoise » par Jdanov, provoquent l'interdiction, puis la dissolution de la Société pour l'étude de la psychanalyse en 1952. Theodor Dosuzkov est à nouveau obligé d'exercer clandestinement. Il ne peut reprendre ses activités officiellement qu'après la libéralisation qui accompagne le Printemps de Prague en 1968. Il est membre direct de l'Association psychanalytique internationale, et participe aux congrès de l'association. Il meurt accidentellement, sans que les circonstances de son décès aient reçu une explication.

## Publications
- « A Case of th Davidenkoff's Hormetonia at an Extravasation into the Cerebral Ventricles », The Journal of Nervous and Mental Disease: June 1930, Vol.71, n°6, p.735-739.